# Estación de Dommartin-Remiencourt
La estación de Dommartin-Remiencourt es una estación ferroviaria francesa, de la línea férrea París-Lille, situada en la comuna de Dommartin, en el departamento de Somme. Por ella transitan únicamente trenes regionales que unen París y Amiens.

## Situación ferroviaria
La estación se encuentra en el punto kilométrico 116,537 de la línea férrea París-Lille. 

## Historia
Fue inaugurada en la segunda mitad del siglo XIX por parte de la Compañía de ferrocarriles del Norte. En 1937, la estación pasó a ser explotada por la SNCF. 
El 12 de mayo de 2008, la SNCF y la RFF pusieron en marcha las obras para suprimir un paso a nivel cercano a la estación. La obra se realizó en muy pocas horas con el fin de alterar en la menor medida posible la circulación ferroviaria de una línea recorrida por un centenar de trenes diarios.

## La estación
La pequeña estación está configurada como un apeadero. Dispone de dos vías y de dos andenes laterales. 

## Servicios ferroviarios

### Regionales
- Línea Amiens-París